# 푸젠 벤츠
푸젠 벤츠 오토모티브(영어: Fujian Benz Automotive)는 중국 푸저우시에 본사를 둔 경상용차 제조 회사이자 다임러 밴스 홍콩 리미티드 (메르세데스-벤츠 그룹 AG와 대만 중화기차공업의 합작 투자), 북기은상(35%), 푸젠 모터 인더스트리 그룹 (15%) 간의 합작투자 기업이다.

## 역사
2007년 6월 푸젠 다임러 오토모티브로 푸젠 모터 인더스트리 그룹(50%), 다임러(34%), 중화기차공업(16%)에 의해 설립되었다. 2007년 10월 푸저우 칭커우 투자 구역에 조립 공장 건설을 시작했다. 660,000 제곱미터 규모의 공장은 €2억(미화 2억 8,400만 달러) 이상이 소요될 예정이었다. 2,800명의 직원을 고용하는 이 공장은 연간 40,000대의 차량 생산 능력을 갖추고 있다. 합작 투자 설립 및 공장 시설 건설을 위해 푸젠 모터 인더스트리 그룹 컴퍼니와 홍콩 다임러 밴스 리미티드는 총 €4억 3,460만 유로를 투자했다.
푸젠 다임러의 첫 제품군인 비아노 트랜스포터의 양산은 2010년 4월에 시작되었다.
2011년 11월, 스프린터가 출시되었다. 푸젠 다임러는 다임러가 벤츠만큼 잘 알려져 있지 않으므로 중국 소비자들 사이에서 브랜드 인지도를 높이기 위해 2012년 3월 푸젠 벤츠로 이름을 변경했다.
2013년 3월, 푸젠 벤츠는 약 5억 위안(약 6천만 유로)의 비용으로 건설된 푸저우의 새로운 제품 개발 센터를 개장했다.
2016년 3월, 푸젠 벤츠는 V260, V260 익스클루시브, V260L 익스클루시브를 포함한 세 가지 V-클래스 모델을 출시했다.

## 운영
푸젠 벤츠는 총 660,000 제곱미터의 면적을 차지하며, 이 중 1단계는 330,000 제곱미터이고 건축 면적은 162,000 제곱미터이다. 현재 이 회사는 1,600명의 직원을 고용하고 있다.
1단계의 연간 생산 능력은 40,000대이다. 한때 중국은 비아노의 가장 큰 시장이었다.
칭커우 생산 공장에서 푸젠 벤츠는 약 11,000 제곱미터의 건축 면적을 가진 제품 개발 센터와 1,400 미터 회로를 포함한 53,000 제곱미터의 시험장을 운영하고 있다. 칭커우 생산 공장과 인접한 산업 단지에서 푸젠 벤츠는 EMC 연구소, 배기가스 시험 연구소, 섀시 다이나모미터 시설을 운영하고 있으며, 이들 시설은 총 8,000 제곱미터의 건축 면적을 차지한다. 총 5억 위안이 투자된 제품 개발 센터는 2013년에 가동을 시작했다.

## 현재 생산 차종
푸젠 벤츠는 현재 다음 차량들을 생산한다:

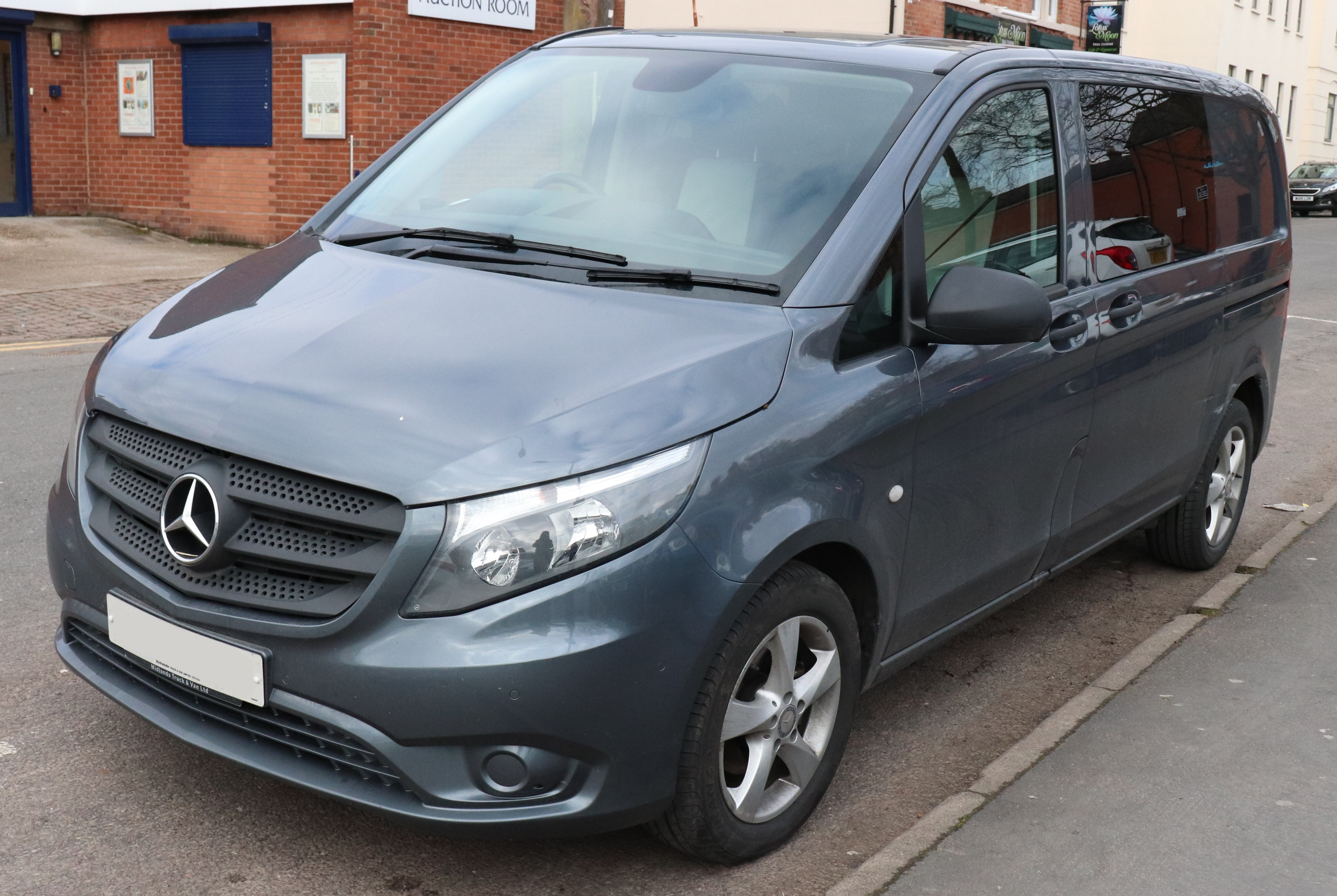
메르세데스-벤츠 비토
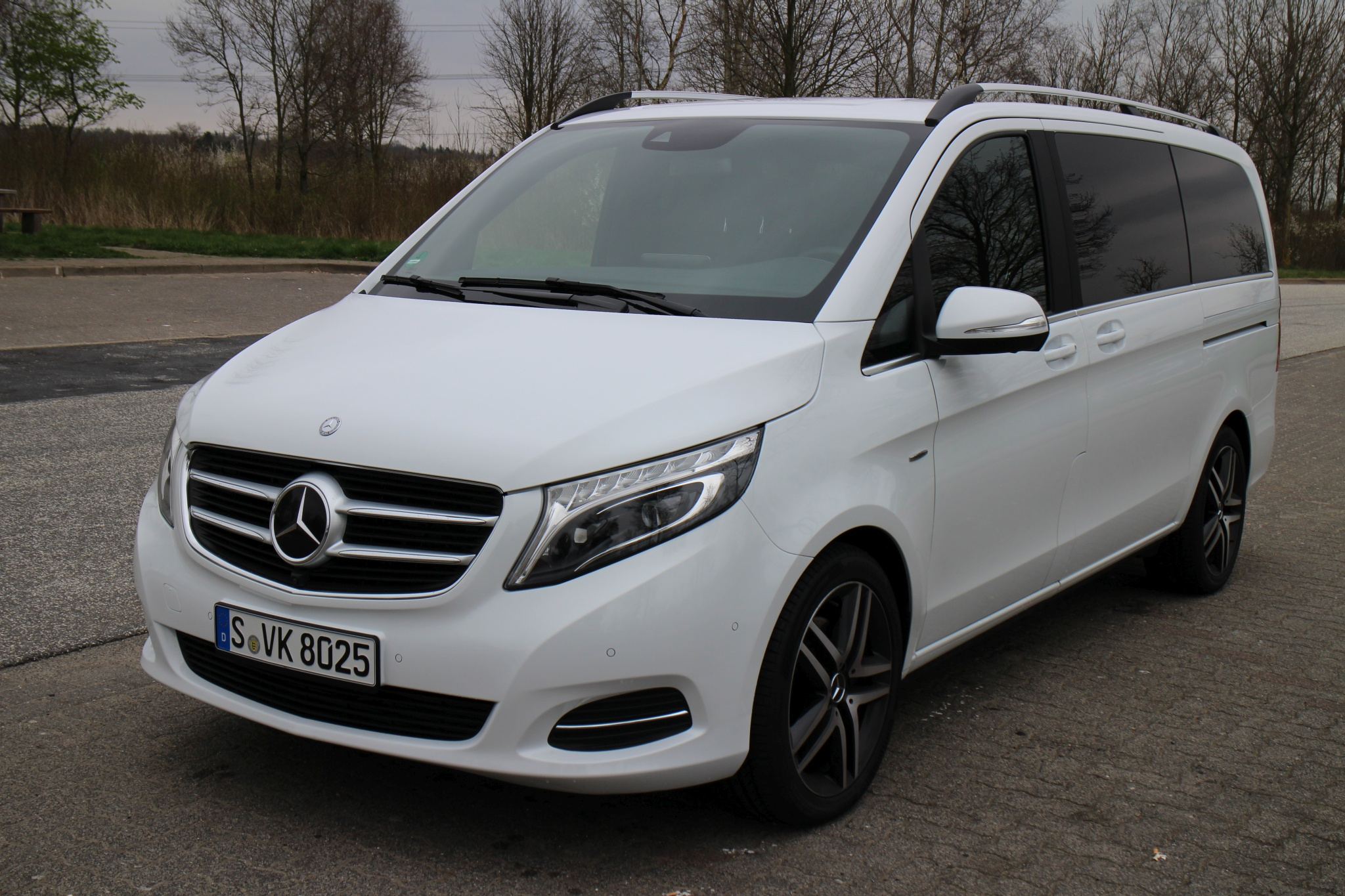
메르세데스-벤츠 V-클래스
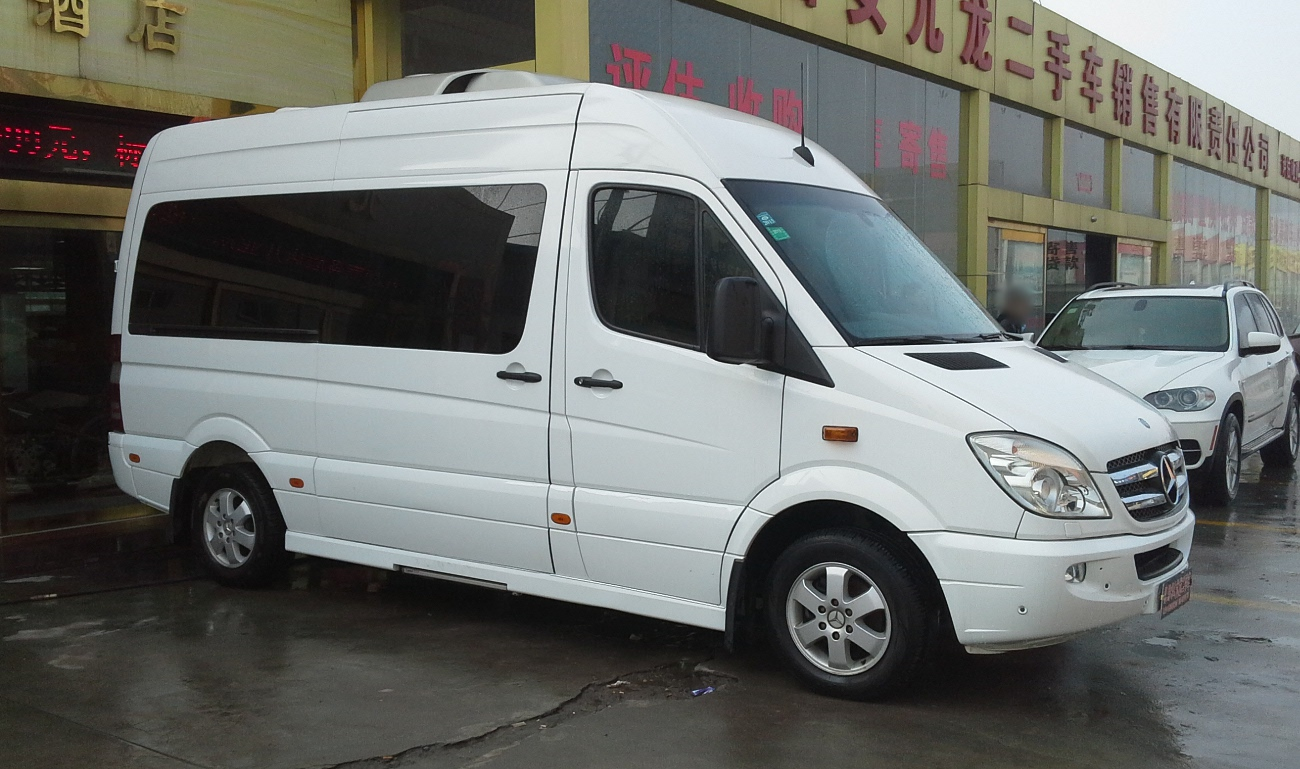
메르세데스-벤츠 스프린터

## 과거 생산 차종

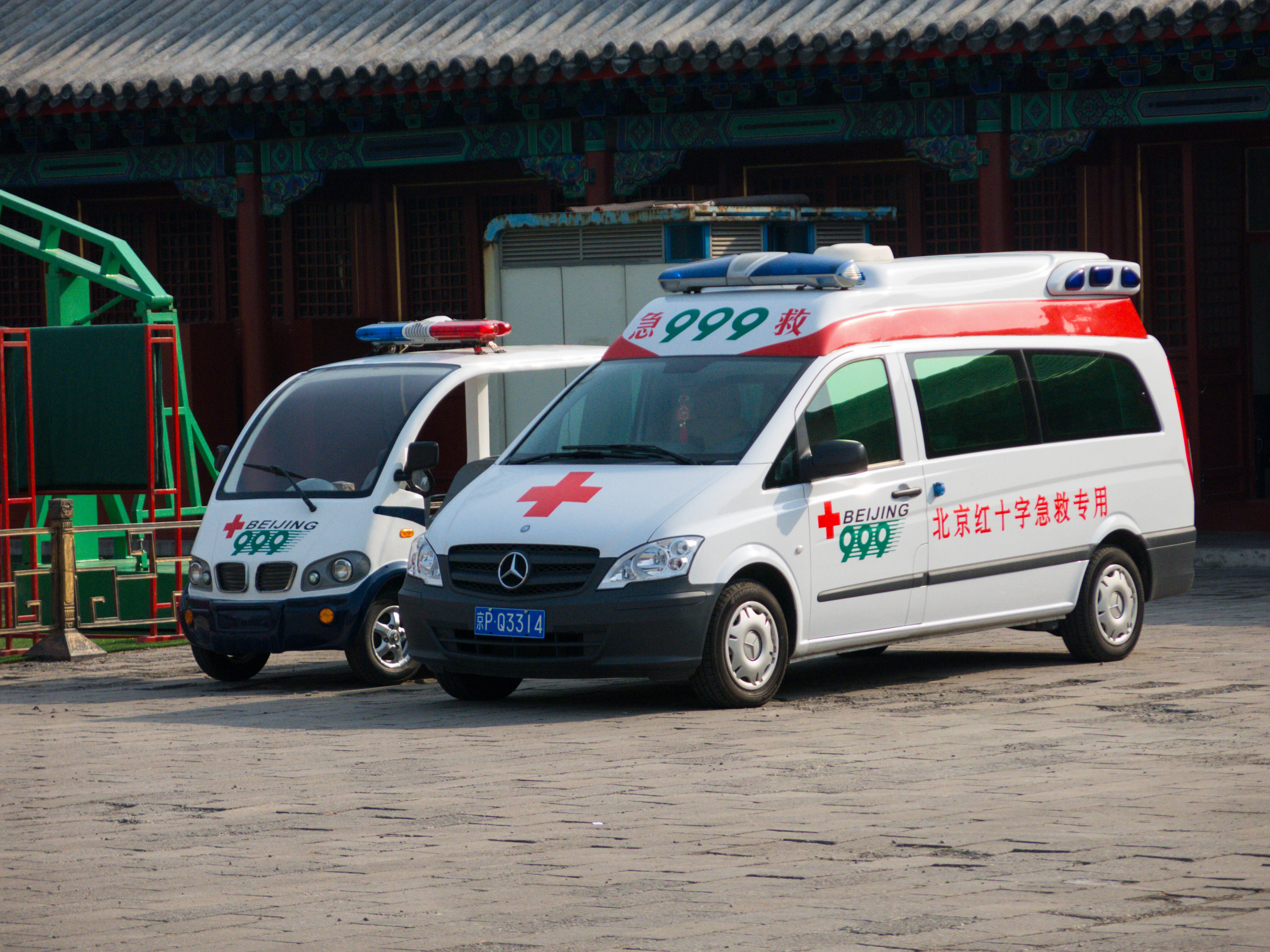
2010년~2015년 메르세데스-벤츠 비토
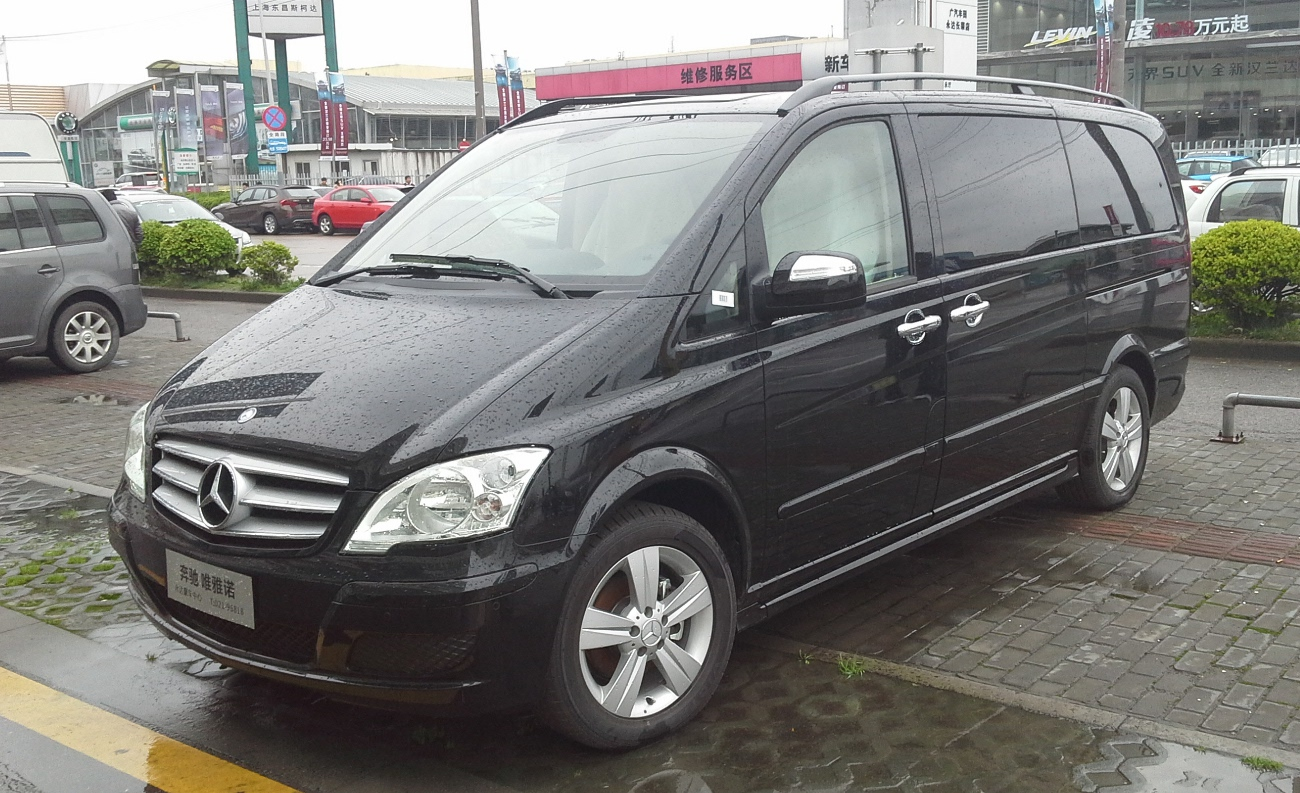
2011년~2015년 메르세데스-벤츠 비아노